# Burg Stockburg
Die Stockburg ist eine abgegangene Höhenburg auf dem 1074,4 m ü. NN hohen Bergkegel des Stockberges zwischen den Tälern von Klemmbach und Kander auf der Gemarkungsgrenze zwischen Badenweiler und Malsburg-Marzell in Baden-Württemberg.

## Lage
Die Anlage befindet sich auf einem steilen, oben abgeflachten Porphyrkegel. Die Gemarkungsgrenze zwischen den Gemeinden Badenweiler und Malsburg-Marzell und damit die Kreisgrenze zwischen den baden-württembergischen Landkreisen Breisgau-Hochschwarzwald und Lörrach verläuft mittendurch. Es ist die höchstgelegene bekannte Burgstelle Baden-Württembergs.
Der Stockberg ist vom Parkplatz auf dem Egerten-Sattel über den Schwarzwald-Westweg zu Fuß zu erreichen. Vom Westweg abzweigend ist der steile Gipfel auf unmarkierten und teils verwachsenen Pfaden zu ersteigen.

## Beschreibung
Julius Näher beschrieb 1882 die Anlage als Alamannenwall. Funde (Keramik, Eisen) von 1971/72 und 1997 wurden auf das 12. Jahrhundert datiert, weshalb inzwischen von einer mittelalterlichen Burg ausgegangen wird. Von der ehemaligen Wallburg, einer trapezförmigen Ringwallanlage mit den Maßen von 40 Metern in Ost-West-Richtung und 15 bis 25 Metern in der Breite, sind noch Wall- und Grabenreste erhalten.
Heute ist die Stockburg als Grabungsschutzgebiet ausgewiesen.

## Geschichte

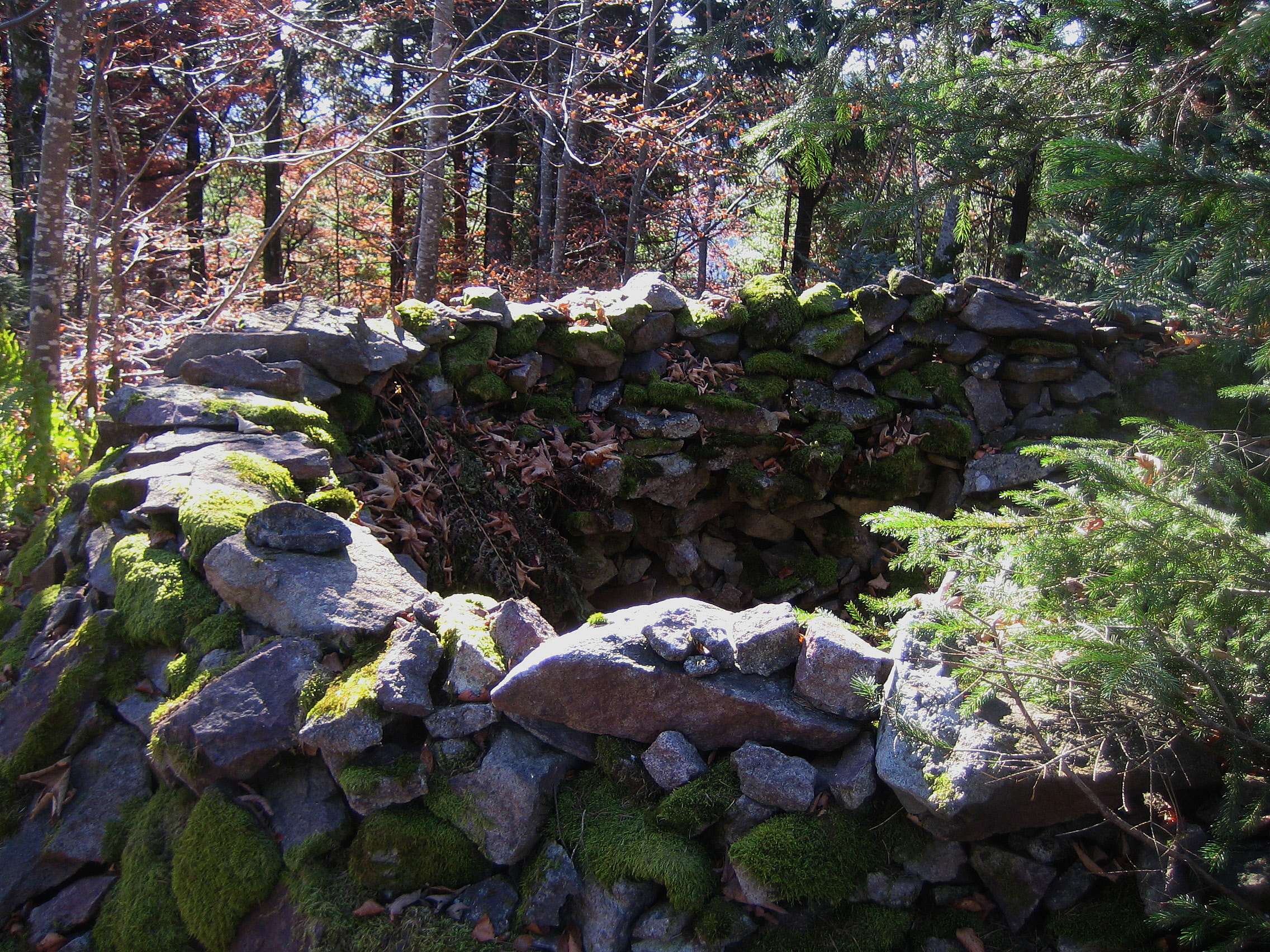
Fliegerbeobachtungsposten der Hitlerjugend aus dem Zweiten Weltkrieg?

Im Bereich der Anlage wurden auch Funde aus römischer Zeit festgestellt. Es wird davon ausgegangen, dass in der Nähe Porphyr abgebaut wurde. Die Wallanlage wird dagegen erst auf das 11./12. Jahrhundert datiert. Über die Bauherren, die Geschichte und den Untergang der Burg ist nichts bekannt. Aufgrund der Lage und der geschätzten Entstehungszeit wird vermutet, dass die Herren von Kaltenbach die Besitzer gewesen sind. Die Burg könnte dem Schutz von Bergwerken und der Kontrolle eines Weges vom Klemmbachtal in das Kandertal gedient haben. Die Anlage wurde vermutlich nur bis ins 13. Jahrhundert genutzt und ist seither verfallen. Die Interpretation der Reste der Anlage wird dadurch erschwert, dass 1936/37 die Hitlerjugend auf dem Stockberg Steinhütten erbaut haben soll. Da jedoch bereits Berichte und Skizzen von 1882 und 1901 Reste von Steinbauten innerhalb des Wallrings zeigen, muss eine ältere Bebauung angenommen werden.